# Eberholzen
Eberholzen település Németországban, azon belül Alsó-Szászország tartományban. 

## Népesség
A település népességének változása: